# Rodrigo Germade
Rodrigo Germade Barreiro, né le 23 août 1990 à Cangas, est un kayakiste espagnol pratiquant la course en ligne dans les compétitions internationales séniors à partir de 2015.

## Carrière
Rodrigo Germade remporte sa première médaille internationale en 2015 à Račice aux Championnats d'Europe de kayak en K-4 sur 500 mètres. L'année suivante, il fait ses débuts olympiques en kayak à quatre sur 1000 mètres aux jeux de Rio de Janeiro où il atteint la finale en terminant cinquième. Aux championnats du monde en 2017 à Račice, Germade remporte la médaille d'argent avec l’équipage espagnol à quatre sur 500 mètres, médaille qu'il gagnera également en 2018 à Montemor-o-Velho et en 2019 à Szeged. Toutefois, en 2017, il remporte le titre de champion du monde en kayak double avec Marcus Walz sur 500m. 
En 2018, Germade conquiert un titre aux Championnats d'Europe à Belgrade : en kayak à quatre, il prend la première place sur 500 mètres, tandis qu'en kayak à deux, il terminé deuxième toujours avec Marcus Walz sur la même distance. Avec Walz, il remporte la médaille d'or en K2-500m aux Jeux méditerranéens de Tarragone.
Aux Jeux olympiques de Tokyo 2020, qui se sont tenus en 2021, l'équipage en K4 est composé de Germade, Craviotto, Walz et Arévalo ; ils remportent la phase de qualification et les demi-finales avant qu'ils n'aient à admettre leur défaite en finale face aux allemands pour deux dixièmes de seconde, en 1 min 22 s 445. Germade enchaînera en septembre 2021 avec un nouveau titre de champion du monde en K2-500m.
Un an plus tard, Germade devient champion du monde du kayak à quatre sur 500 mètres à Dartmouth.
Il remporte la médaille d'or en K-4 500 mètres aux Jeux européens de 2023 à Cracovie.

## Palmarès

### Jeux olympiques
- 2020 à Tokyo,  Japon
  -  Médaille d'argent en K-4 500 m

### Championnats du monde de course en ligne de canoë-kayak
- 2017 à Račice ,  République tchèque
  -  Médaille d'or en K-2 500 m
  -  Médaille d'argent en K-4 500 m
- 2018 à Montemor-o-Velho,  Portugal
  -  Médaille d'argent en K-4 500 m
- 2019 à Szeged,  Hongrie
  -  Médaille d'argent en K-4 500 m
- 2021 à Copenhague,  Danemark
  -  Médaille d'or en K-2 500 m
- 2022 à Dartmouth,  Canada
  -  Médaille d'or en K-4 500 m

### Championnats d'Europe de course en ligne de canoë-kayak
- 2015 à Račice,  République tchèque
  -  Médaille d'argent en K-4 500 m
- 2018 à Belgrade,  Serbie
  -  Médaille d'argent en K-4 500 m
  -  Médaille d'argent en K-2 500 m

### Jeux européens
- Jeux européens de 2023 à Cracovie
  -  Médaille d'or en K-4 500 m